# 飞翔鸟属
飞翔鸟属（学名：Tingmiatornis，意为“飞行的鸟”）是种会飞可能还会潜水的扇尾类恐龙，化石发现于加拿大的北极腹地。属下仅含一个物种，即2016年描述的北极飞翔鸟（T. arctica），生存于晚白垩世土仑期。

## 描述

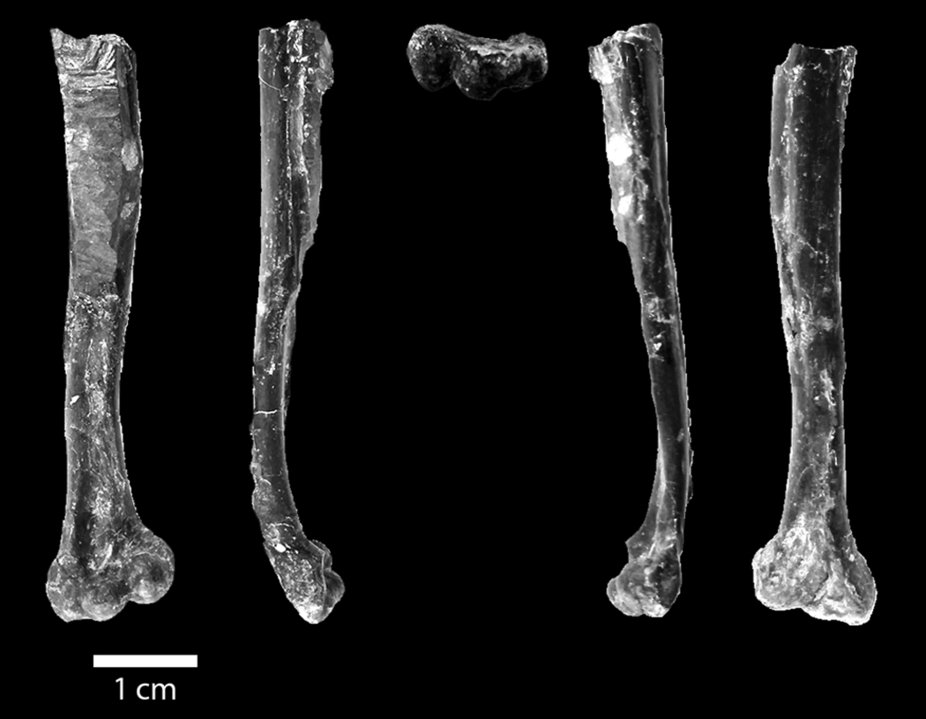
归入飞翔鸟的肱骨

鉴于归入飞翔鸟的骨骼很少，很难推断出这种动物的更多信息。但皮质骨厚度（平均1.24（0.049英寸））及肱骨相对长度表明其能够飞行甚至可能会潜水，与疑似属于黄昏鸟目的帕斯基亚鸟类似。飞翔鸟与后者存在诸多差异，包括体型更大、背髁更近似球形、尺骨鹰嘴突向外突出不那么明显及尺骨有更小的双头肌结节（bicipital tubercle）。
飞翔鸟亦与鱼鸟存在如下差异：肱骨头更圆且向下突出得更远；肱骨三角嵴更窄且略向前弯曲；肱骨的第二充气型三头肌窝（secondary pneumotricipital fossa）更深；肱骨上称作双头肌嵴（bicipital crest）的扩张结构更长，底缘略微凸起并平滑地延伸至肱骨其余部分，而非形成斧状。

## 发现与命名
飞翔鸟遗骸发现于加拿大努纳武特北极腹地的阿克塞尔海伯格岛，出土于坎古克组和斯特兰德峡湾组之间一厚达3（9.8英尺）的未命名地层。放射定年测出该地层的年龄处在9200万年前。正模标本是一块编号NUFV 1960的左肱骨，现存放于加拿大自然博物馆的努纳武特化石脊椎动物收藏中。其它归入飞翔鸟的标本包括部分肱骨（UR 00.200，存放于羅徹斯特大學）及尺骨（NUFV 1838）。
属名取自因纽特语词汇“Tingmiat”，意为“会飞的”。种名arctica指标本发现于北极腹地。

## 古生物学
除飞翔鸟外，阿克塞尔海伯格岛还发现了众多其它脊椎动物，包括2.4（7英尺10英寸）长的鳄龙类；鱼类，包括雀鳝、弓鳍鱼、已灭绝鳐亚科及分类不明的真骨类成员；龟鳖目，包括极光龟、北方龟、分类不明的曲颈龟亚目及分类不明的鳖科；以及从牙齿获知的幼年薄板龙科。该地区在土仑期可能为大型的淡水或半咸水海湾，位于当时的71°附近。
该栖息地的平均气温处在14度上下，可能是飞翔鸟理想的筑巢地，尽管迄今尚未在当地发现蛋或巢。若飞翔鸟会潜水，则周围水域游动的30—60（12—24英寸）长的弓鳍鱼可能与其争夺小鱼。飞翔鸟也可能在夜间捕鱼，类似现代的西䴙䴘属。飞翔鸟所在的纬度，每年会经历大约两个月的持续黑暗。
晚白垩世的高纬度地区似乎一直由扇尾类而非较原始的反鸟类占主导，可能是因为扇尾类利用了更多的水生生态位或在季节性气候条件下有更高的生长率，但鉴于当地气候温暖，后一理论可能不适用于飞翔鸟。